# Коперники
Коперники (пол. Koperniki) — село в Польщі, у гміні Ниса Ниського повіту Опольського воєводства.
Населення — 728 осіб (2011).

## Демографія
Демографічна структура станом на 31 березня 2011 року:
|          | Загалом | Допрацездатний вік | Працездатний вік | Постпрацездатний вік |
| -------- | ------- | ------------------ | ---------------- | -------------------- |
| Чоловіки | 316     | 56                 | 217              | 43                   |
| Жінки    | 412     | 68                 | 190              | 154                  |
| Разом    | 728     | 124                | 407              | 197                  |